# Carlota Prado
Carlota Prado (Málaga, 9 de abril de 1993) es una concursante de televisión española que fue víctima de abuso sexual mientras era una de las participantes del concurso de telerrealidad español Gran Hermano Revolution (2017). Los hechos posteriores al abuso fueron denominados por la prensa como «Caso Carlota Prado», a partir de que el diario digital El Confidencial publicase un vídeo en el que se ve a Carlota con un ataque de ansiedad posterior a ver la imágenes de su violación. Estos hechos hicieron que Mediaset España, medio de comunicación donde se emite el espacio, decidiese prescindir del formato durante un periodo de tiempo indeterminado por una posible fuga de anunciantes.

## Biografía

### Primeros años
Carlota Prado nació en Málaga en 1993, aunque desde que tenía dos días vive en Estepona, de donde son sus padres. Su primer trabajo conocido es como acomodadora de los clientes en las mesas de la discoteca Ópera de Marbella, de la cual pasó a ser la directora de Malavida, otra discoteca marbellí. Durante ese tiempo, estuvo relacionada sentimentalmente con Juan Carlos Ferrero, empresario malagueño.

### Entrada en Gran Hermano y abuso sexual
El 19 de septiembre de 2017 entra como concursante oficial de la decimoctava edición de Gran Hermano junto a otras veinte personas. Durante su estancia en la casa, mantuvo una relación con el agricultor José María López. El 3 de noviembre de 2017, tras una noche de fiesta organizada por el programa, en la que suministró bebidas alcohólicas a los concursantes, Carlota sufrió un presunto abuso sexual por parte del que era su pareja en la casa, José María. Tras interceder y parar la situación, el programa decidía expulsar al chico de la casa, mientras que Carlota abandonaba su puesto de concursante. Días después, Carlota regresó a la casa como concursante, siendo nominada por sus compañeros y expulsada definitivamente por la audiencia.
En cuanto a los hechos ocurridos, la productora del programa Zeppelin TV y el grupo de comunicación donde se emite el programa Mediaset España, lanzaron un comunicado donde informaron de una denuncia interpuesta a José María López por presunto abuso sexual. La denuncia fue puesta por parte de uno de los miembros del equipo del programa y por la propia Carlota, en una comisaría de Guardia Civil. Tras una semana retirada de la convivencia, Carlota decidía volver a la casa como concursante.
Ya en noviembre de 2019, tras la filtración del vídeo por parte de El Confidencial en el que se ve a Carlota sufriendo un ataque de ansiedad en una de las estancias de la casa del programa tras visualizar el vídeo de la presunta agresión sexual, diversos medios y telespectadores, criticaron la actitud del programa, productora y cadena hacia Carlota. Entre las filtraciones, se conoce que el programa grabó las imágenes, pero no pudo detectar el abuso hasta que era demasiado tarde,  y Carlota tuvo que verlas sin apoyo psicológico físico mientras un miembro del equipo le decía «por el bien de ambos el tema no debe trascender».

### Vida actual
En abril de 2021, Carlota realiza su primera entrevista al colaborador de televisión Coto Matamoros, en la que informa de un intento de suicidio por los hechos ocurridos y habla de la hipocresía de Mediaset España al intentar tapar su caso, mientras apoyan el testimonio de Rocío Carrasco mediante el programa Rocío, contar la verdad para seguir viva emitido en Telecinco, misma cadena del concurso.
Desde 2019 hasta 2021 mantiene una relación sentimental con el cantante Rypdal.
En junio de 2021 se hace pública la relación con Coto Matamoros. Para septiembre de ese año, el mismo Matamoros reconoce que la relación ha acabado.

## Repercusión
El caso de Carlota Prado ha llevado a muchos medios y público en general a ponerse en contra de Gran Hermano, llegando a viralizarse un hashtag en la red social Twitter sobre #CarlotaNoEstásSola. Estos hechos hicieron que Mediaset España decidiese prescindir del programa, durante un periodo de tiempo indeterminado, por el boicot y la posible fuga de anunciantes en contra del formato. Además, la productora de Gran Hermano, Zeppelin TV, decidió publicar un futuro protocolo contra abusos sexuales en posibles posteriores ediciones del concurso para evitar que vuelvan a ocurrir los mismos hechos.